# Fear of Men
Fear of Men (англ. Fear of Men, «боязнь мужчин») — британская музыкальная группа, играющая в стиле инди-поп и дрим-поп. Сформирована в начале 2011 года в Брайтоне студентами Джессикой Уэисс и Дэниелом Фалви. В конце апреля 2014 года посредством лейбла Kanine Records группа выпустила свой дебютный альбом «Loom».

## История
Группа образовалась в начале 2011 года в результате встречи Джессики Уэисс (Jessica Weiss) и Дэниела Фалви (Daniel Falvey). Учась на искусствоведа, Джессика снимала небольшие короткометражки и сама писала для них саундтреки. На представлении одного из своих фильмов она встретила гитариста Дэниела. Вскоре оба студента стали играть вместе, стараясь  придать своей музыке больше мелодичности. Они записали несколько лоу-фай демо в надеждах привлечь в свой проект других музыкантов, и практически сразу к ним присоединились басист Алекс Финн О'Нилл (Alex Fynn O'Neill) и барабанщик Майкл Майлз (Michael Miles). Джессика стала солисткой и периодически играла гитарную партию.
В новом составе молодые люди выпустили удачную кассету и стали участвовать в концертах в качестве группы поддержки. В ходе следующих двух лет они выпустили ещё несколько записей, среди них Sex Is Disgusting и Italian Beach Babes. Всё это время они вырабатывали своё певучее звучание, чем-то схожее с шугейзом 90-х . В начале 2013 года, Kanine Records выпустил сборник их ранних синглов под названием «Early Fragments». В это время из группы ушло несколько человек, что привело к некоторым перестановкам.
В апреле 2014 года трио (Уэисс, Фалви и Майлз) «Fear of Men» выпустили свой дебютный альбом «Loom» — 21 апреля в Великобритании и днём позже в США — который сразу принёс группе известность. Ограниченное издание вышло на винилах в День музыкального магазина 19 апреля 2014 года.
Сейчас в группе также играет Бэки Уилки (Becky Wilkie).

## Дискография

### Синглы и EP
- Hannah Schygulla Demos - Sex Is Disgusting, 2011
- Alice Munro Demos - самостоятельный релиз, 2011
- Ritual Confession - Italian Beach Babes, 2011
- Mosaic - Too Pure, 2012
- Green Sea - Sexbeat, 2012
- Early Fragments - Kanine Records, 2013
- Luna - Art Is Hard Records, 2014

### Студийные альбомы
- Loom - Kanine Records, 2014

1. Alta - 0:50
2. Waterfall - 4:11
3. Green Sea - 2:51
4. Vitrine - 2:58
5. Tephra - 3:53
6. America - 4:28
7. Seer - 3:07
8. Luna - 3:53
9. Descent - 4:09
10. Inside - 6:20
11. Atla - 2:15